# 廣告欺詐
- 關於虛假廣告等（廣告詐騙），請見「詐騙」。
- 關於針對點擊數的欺詐行為，請見「點擊欺詐」。

廣告欺詐（Ad fraud），也稱為無效流量（Invalid Traffic），是指駭客以製造虛假的網路廣告的曝光（Impression）、點擊（Clicks）、轉換率（Conversion），或是事件（Data event）等指標獲取收入。廣告欺詐與點擊欺詐的差異在於，廣告欺詐較常指製造與橫幅式廣告、影音廣告以及應用程式內廣告等網路廣告相關的假流量來獲取收入，而點擊欺詐較常指的是製造與搜尋引擎行銷、手機廣告相關的假流量或製造聯盟行銷的轉換率。根據AppsFlyer估計，2018年第一季應用程式下載量欺詐所帶來的金融風險就有8億美元。
廣告欺詐可以指所有網路廣告指標的欺詐行為。在2004年時任Google的財務長的喬治·雷耶斯就指出，欺詐行為是網路經濟的最大威脅。在2016年時世界廣告商聯盟（World Federation of Advertisers，縮寫：WFA）發表了它的第一個針對廣告欺詐的應對指導去告訴會員們該如何處理據稱在2015年時已吃掉了會員們200億美元的問題。

## 比較其他電腦犯罪
在2017年的報告 （页面存档备份，存于）中，Juniper Research估計廣告欺詐消耗了190億美元相當於每天約有5100萬美元正在流失。 這個數字代表網路以及行動裝置的廣告欺詐行為將會繼續成長，在2022年時成為每年消耗440億美元的問題。廣告欺詐是第一名的電腦犯罪，勝過了退稅欺詐。 慧與科技在它的駭客的事業報告中清楚地指出，廣告欺詐是最簡單以及最有利可圖的電腦犯罪型態。

## 重要分類

### 欺詐種類
- 曝光率欺詐
- 點擊欺詐
- 轉換率欺詐
- 指標欺詐

### 流量來源
- 殭屍網路（Botnet）
- 資料中心
- 瀏覽器工具欄

### 廣告型式
- 橫幅式廣告
- 影音廣告
- 應用程式內廣告
- 社交廣告

## 行動裝置上的廣告欺詐類型
根據Iotec Global的報告，網路廣告欺詐是近50%的行動裝置廣告商的最大憂慮。根據防廣告欺詐服務的供應商TrafficGuard的報告，在兩大範疇中共有7種類型的行動裝置廣告欺詐：
| 範疇       | 描述 | 類型                                                                                            |
| ---------- | --- | ----------------------------------------------------------------------------------------------- |
| 歸因欺詐   | 來源欺詐指一個真實用戶下載了應用程式，而欺詐者取得了該下載的歸因（功勞）。歸因欺詐者的目標是那些付款給下載引發者的廣告商。                                                          | 來源欺詐類型： - Click Spam - Ad Stacking - Click Injection - In-app Event - Evasion Techniques |
| 下載量欺詐 | 下載量欺詐指下載量並非來自真實用戶，這些下載量可能是來自自動程式或是由駭客自己製造，這將使得廣告商無法從投注的廣告費中回收收益（廣告費回收收益，Return On Advertising Spend，ROAS） | 下載量欺詐類型： - App Install Farms - SDK Spoofing - Evasion Techniques                        |

## 資源流量
一個最近美國廣告商協會（Association of National Advertisers）的報告中指出資源流量（Sourced traffic）也是一種值得關注的廣告欺詐形式，提供廣告平台的公司透過購買偽造的資源流量並將其「轉售」，使得廣告商無法獲得實際利益，得到的僅是虛假數據。由於沒有也幾乎無法找到證據，我們只能推測資源流量在廣告欺詐市場中佔據了非常高的地位，因為流量買賣實在過於簡單且流行。對資源流量唯一的循證研究在2016年時發現了50%的購買流量都是來自於資料中心的IP地址並且連Integral Ad Science和Moat這兩家十分優秀的廣告欺詐監測公司都未能偵測到其為虛假流量。這份報告還指出了以0.001美元購買到一次點擊的資源流量是多麼簡單，與廣告市場中的點擊的現行價格天差地遠，對於廣告商來說每次點擊的花費通常都要1美元，甚至更高。

## 非營利的反廣告欺詐行動
在2016年時有四個顯著的非營利組織致力於建立人們對廣告欺詐的認識以及用來反廣告欺詐的資源，分別是Botlab、JiCWEBS、Media Rating Council（MRC），還有Trustworthy Accountability Group（TAG），這些機構都發表了許多對廣告欺詐的應對方針，其中最著名的是MRC所發表的無效流量偵測方針。